# Seno de Islay

Islay y sur del Jura. El Seno de Islay (Sound of Islay) se encuentra entre ellos en la parte superior derecha.

El Seno de Islay (en gaélico escocés: Caol Ìle) es un seno geográfico o estrecho entre las islas de Islay y Jura frente a la costa oeste de Escocia. Tiene una extensión de unos 30 kilómetros (18,6 mi) de norte a sur y se encuentra entre Rubh' a' Mhàil en Islay y Rubh' Aird na Sgitheich al norte de la isla de Jura, y Macarthur's Head y Rubha na Tràille al sur. Las islas en el seno son Am Fraoch Eilean, Brosdale Island y Glas Eilean, todas ellas frente a la costa sureste de Jura. Estas islas, Jura al sur de Loch Tarbert y la parte este del seno son una de las 40 de conservación de la National Scenic Areas de Escocia. 

## Historia
Según la lista Eilean Fraoch, que registra en índice el nombre de las islas de Escocia, escribe que significa "isla de brezo". Contiene las ruinas de la fortaleza medieval de Claig Castle, que fue construido por el caudillo escocés Somerled en 1154 para defender el seno. Más tarde se destinó como prisión. Es una construcción inusual para las islas Argyll, el diseño, que es una torre cuadrada normanda con paredes 3 metros (10 pies), es similar en estilo a los castillos del continente de la misma época. El seno ha sido sugerido como la ubicación de la Batalla de Epifanía de 1156.
En 1549, Dean Monro escribió: "En la desembocadura de Kyle Ila, entre él y Duray, se encuentra un ile, llamado en Erische Leid Ellan Charne, en inglés el iyle de Earne". Esto puede referirse a Eilean a' Chùirn.

## Ferry
El ayuntamiento de Argyll and Bute opera un servicio de transbordador de vehículos y pasajeros a través del estrecho desde la estación de Feolin en la costa oeste de Jura hasta Port Askaig en Islay, y Caledonian MacBrayne opera un transbordador de vehículos y pasajeros entre Port Askaig y Kennacraig, en el continente en West Loch Tarbert .

## Energía renovable

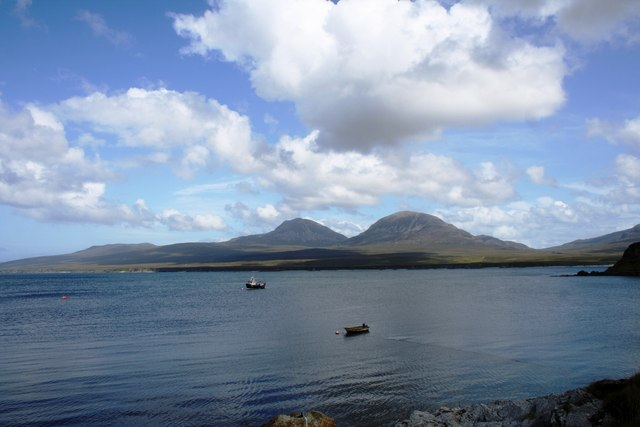
Mirando a través del seno desde Bunnahabhain en Islay hacia Paps of Jura.

En marzo de 2011, el gobierno escocés aprobó la instalación del sistema de energía mareomotriz más grande del mundo en el seno de Islay, con 10 turbinas mareomotrices planificadas que se prevé que generen suficiente energía para más de 5000 hogares. El sitio ofrece altas corrientes y refugio de tormentas.